# Johnny's Jr.
Johnny's Jr. (ジャニーズJr. Janīzu Jr.?) es una división de Johnny & Associates centrada en artistas que aún no han debutado de forma oficial, ya sea como parte de una unidad musical o como solistas. Los aprendices reciben entrenamiento en canto, baile, actuación y acrobacias, y generalmente se desempeñan como bailarines de respaldo para los ya establecidos grupos de la agencia. En agosto de 2012, se estimó que había alrededor de 450 miembros de Johnny's Jr. En julio de 2016, el número de miembros rondaba alrededor de 300. Johnny's Jr. se divide en dos grupos, en el ya antes mencionado y en Kansai Johnny's Jr., que tiene lugar en la región de Kansai.

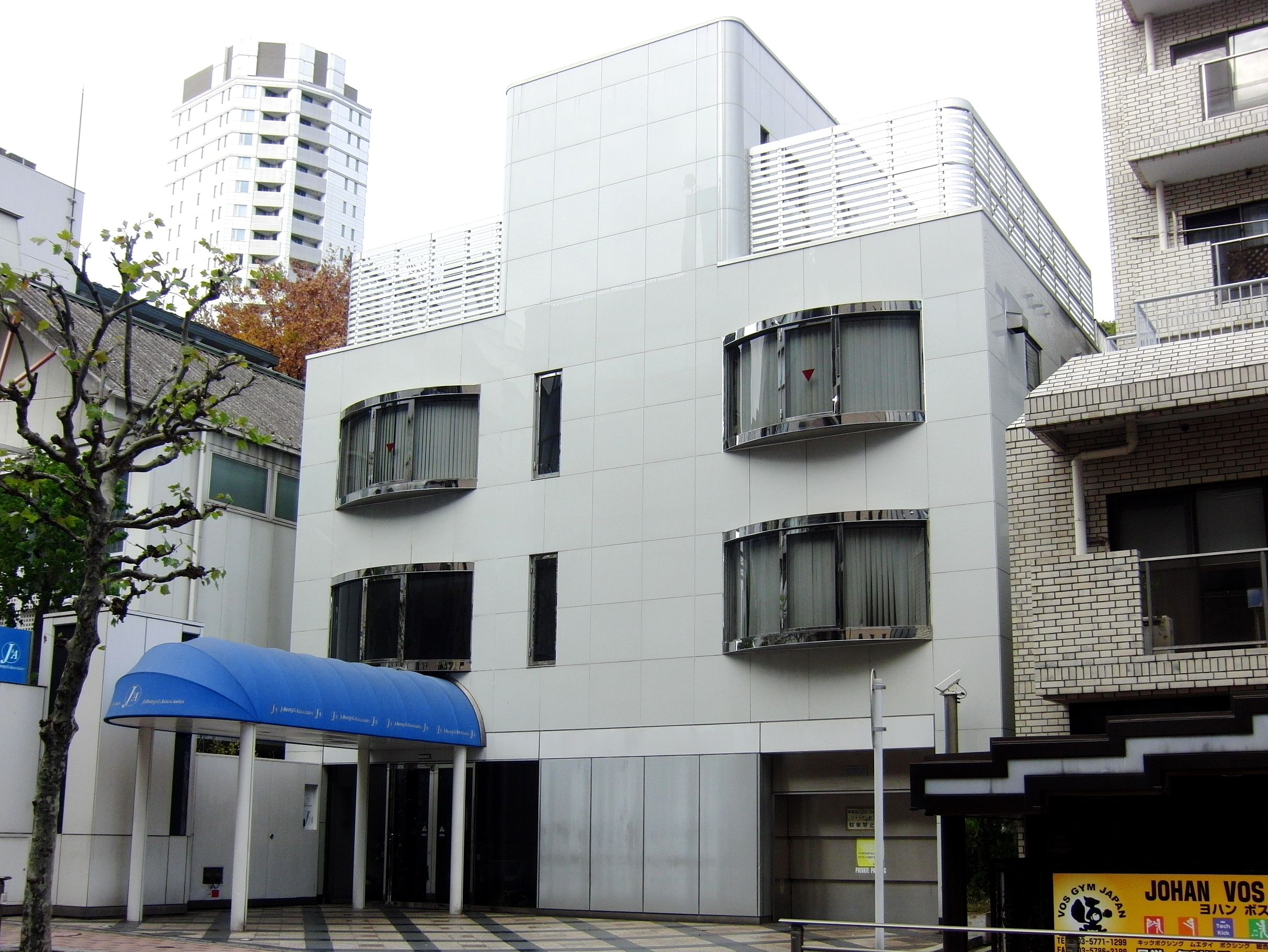
Johnny & Associates.

Originalmente, Johnny & Associates no reclutaba aprendices, pero debido a que se enviaban numerosas solicitudes de forma mensual, el presidente Johnny Kitagawa comenzó a seleccionar y separar los currículums.

## Miembros
A continuación se muestra una lista por fecha de nacimiento

### Johnny's Jr.
1990
- Shōta Hayashi

1992
- Yūki Nozawa

1993
- Shō Takada

1994
- Noeru Kawashima

1995
- Ryūya Shimekake

1997
- Kaito Nakamura
- Kaito Miyachika
- Kaito Matsukura

1998
- Taiga Tsubaki

1999
- Genta Matsuda
- Yūto Takahashi

2000
- Ryō Hashimoto
- Mizuki Inoue

2002
- Sōya Igari
- Ryūto Sakuma
- Ryūga Satō

### Kansai Johnny's Jr.
1989
- Ryūta Muro

1996
- Jōichirō Fujiwara
- Yoshinori Masakado

1997
- Daigo Nishihata
- Kazuya Ōhashi

2000
- Kyōhei Takahashi

2001
- Ryūsei Ōnishi

2002
- Shunsuke Michieda
- Kento Nagao

## Grupos

### MADE
MADE es un grupo de cuatro miembros formado en mayo de 2008. El nombre del grupo es un acrónimo y significa Musical Academy Dancing Expert.
- Hikaru Inaba (稲葉 光 Inaba Hikaru?,  Prefectura de Ibaraki, 17 de octubre de 1990)
- Nobuki Fukushi (福士 申樹 Fukushi Nobuki?,  Tokio, 6 de febrero de 1991)
- Taiga Akiyama (秋山 大河 Akiyama Taiga?,  Prefectura de Kanagawa, 1 de enero de 1992)
- Kento Tomioka (冨岡 健翔 Tomioka Kento?,  Prefectura de Saitama, 8 de julio de 1992)

### Snow Man
Snow Man es un grupo de seis miembros formado en mayo de 2012. Los miembros anteriormente formaban parte de Mis Snow Man.
- Tatsuya Fukazawa (深澤 辰哉 Fukazawa Tatsuya?,  Tokio, 5 de mayo de 1992)
- Daisuke Sakuma (佐久間 大介 Sakuma Daisuke?,  Tokio, 5 de julio de 1992)
- Shōta Watanabe (渡辺 翔太 Watanabe Shōta?,  Tokio, 5 de noviembre de 1992)
- Ryōta Miyadate (宮舘 涼太 Miyadate Ryōta?,  Tokio, 25 de marzo de 1993)
- Hikaru Iwamoto (岩本 照 Iwamoto Hikaru?,  Prefectura de Saitama, 17 de mayo de 1993)
- Ryōhei Abe (阿部 亮平 Abe Ryōhei?,  Prefectura de Chiba, 27 de noviembre de 1993)
- Kōji Mukai (向井 康二 Mukai Kōji?,  Prefectura de Osaka, 21 de junio de 1994)
- Ren Meguro (目黒 蓮 Meguro Ren?,  Tokio, 16 de febrero de 1997)
- Raul Maito Murakami (村上 真都 ラウール Murakami Raul Maito?,  Tokio, 27 de junio de 2003)

### Travis Japan
- Noeru Kawashima (川島如 恵留 Kawashima Noeru?,  Tokio, 22 de noviembre de 1994)
- Ryūya Shimekake (七五三掛 龍也 Shimekake Ryūya?,  Prefectura de Tochigi, 23 de junio de 1995)
- Shizuya Yoshizawa (吉澤 閑也 Yoshizawa Shizuya?,  Prefectura de Kanagawa, 16 de agosto de 1995)
- Kaito Nakamura (中村 海人 Nakamura Kaito?,  Tokio, 15 de abril de 1997)
- Kaito Miyachika (宮近 海斗 Miyachika Kaito?,  Tokio, 22 de septiembre de 1997)
- Kaito Matsukura (松倉 海斗 Matsukura Kaito?,  Prefectura de Kanagawa, 14 de noviembre de 1997)
- Genta Matsuda (松田 元太 Matsuda Genta?,  Prefectura de Saitama, 19 de abril de 1999)

### SixTONES
- Yūgo Kōchi (髙地 優吾 Kōchi Yūgo?,  Prefectura de Kanagawa, 8 de marzo de 1994)
- Taiga Kyōmoto (京本 大我 Kyōmoto Taiga?,  Tokio, 3 de diciembre de 1994)
- Juri Tanaka (田中 樹 Tanaka Juri?,  Prefectura de Chiba, 15 de junio de 1995)
- Hokuto Matsumura (松村 北斗 Matsumura Hokuto?,  Prefectura de Shizuoka, 18 de junio de 1995)
- Jesse Lewis (ルイス・ジェシー Lewis Jesse?,  Tokio, 11 de junio de 1996)
- Shintarō Morimoto (森本 慎太郎 Morimoto Shintarō?,  Prefectura de Kanagawa, 15 de julio de 1997)

### HiHi Jets
- Yūto Takahashi (髙橋 優斗 Takahasi Yūto?,  Prefectura de Kanagawa, 15 de noviembre de 1999)
- Ryō Hashimoto (橋本 涼 Hashimoto Ryō?,  Prefectura de Kanagawa, 30 de octubre de 2000)
- Mizuki Inoue (井上 瑞稀 Inoue Mizuki?,  Prefectura de Kanagawa, 31 de octubre de 2000)
- Sōya Igari (猪狩 蒼弥 Igari Sōya?,  Tokio, 20 de septiembre de 2002)
- Ryūto Sakuma (作間 龍斗 Sakuma Ryūto?,  Prefectura de Kanagawa, 30 de septiembre de 2002)

### Uchū Six
- Tsuyoshi Eda (江田 剛 Eda Tsuyoshi?,  Prefectura de Osaka, 24 de octubre de 1987)
- Kōta Matsumoto (松本 幸大 Matsumoto Kōta?,  Tokio, 13 de enero de 1989)
- Ryōta Yamamoto (山本 亮太 Yamamoto Ryōta?,  Prefectura de Chiba, 14 de noviembre de 1989)
- Yoshitaka Hara (原嘉 孝 Hara Yoshitaka?,  Prefectura de Kanagawa, 25 de septiembre de 1995)

### Bi Shōnen
- Naoki Fujii (藤井 直樹 Fujii Naoki?,  Prefectura de Chiba, 18 de septiembre de 2000)
- Yūto Nasu (那須 雄登 Nasu Yūto?,  Tokio, 16 de enero de 2002)
- Hidaka Ukisho (浮所 飛貴 Ukisho Hidaka?,  Prefectura de Aichi, 27 de febrero de 2002)
- Taishō Iwasaki (岩﨑 大昇 Iwasaki Taishō?,  Prefectura de Kanagawa, 23 de agosto de 2002)
- Ryūga Satō (佐藤 龍我 Satō Ryūga?,  Prefectura de Kanagawa, 17 de diciembre de 2002)
- Issei Kanasashi (金指 一世 Kanasashi Issei?,  Tokio, 9 de febrero de 2004)

### 7 MEN Samurai
- Reia Nakamura (中村 嶺亜 Nakamura Reia?,  Tokio, 2 de abril de 1997)
- Rinne Sugeta (菅田 琳寧 Sugeta Rinne?,  Prefectura de Kanagawa, 12 de mayo de 1998)
- Katsuki Motodaka (本髙 克樹 Motodaka Katsuki?,  Tokio, 6 de diciembre de 1998)
- Taiki Konno (今野 大輝 Konno Taiki?,  Prefectura de Kanagawa, 24 de noviembre de 1999)
- Rei Yabana (矢花 黎 Yabana Rei?,  Tokio, 10 de agosto de 2000)
- Taikō Sasaki (佐々木 大光 Sasaki Taikō?,  Tokio, 20 de mayo de 2002)

### Naniwa Danshi
- Jōichirō Fujiwara (藤原 丈一郎 Fujiwara Jōichirō?,  Prefectura de Osaka, 8 de febrero de 1996)
- Daigo Nishihata (西畑 大吾 Nishihata Daigo?,  Prefectura de Osaka, 9 de enero de 1997)
- Kazuya Ōhashi (大橋 和也 Ōhashi Kazuya?,  Prefectura de Fukuoka, 9 de agosto de 1997)
- Kyōhei Takahashi (高橋 恭平 Takahashi Kyōhei?,  Prefectura de Osaka, 28 de febrero de 2000)
- Ryūsei Ōnishi (大西 流星 Ōnishi Ryūsei?,  Prefectura de Hyōgo, 7 de agosto de 2001)
- Shunsuke Michieda (道枝 駿佑 Michieda Shunsuke?,  Prefectura de Osaka, 25 de julio de 2002)
- Kento Nagao (長尾 謙杜 Nagao Kento?,  Prefectura de Osaka, 15 de agosto de 2002)

### Little Kansai
- Takuya Nishimura (西村 拓哉 Nishimura Takuya?,  Prefectura de Osaka, 19 de abril de 2003)
- Toa Shimasaki (嶋﨑 斗亜 Shimasaki Toa?,  Prefectura de Osaka, 3 de agosto de 2003)
- Fūga Ōnishi (大西 風雅 Ōnishi Fūga?,  Prefectura de Kioto, 23 de febrero de 2004)
- Kotarō Okazaki (岡﨑 彪太郎 Okazaki Kotarō?,  Prefectura de Osaka, 23 de marzo de 2004)
- Rūku Tōma (當間 琉巧 Tōma Rūku?,  Prefectura de Shiga, 22 de abril de 2004)

### Axe! group
- Seiya Suezawa (末澤 誠也 Suezawa Seiya?,  Prefectura de Hyōgo, 24 de agosto de 1994)
- Keita Richard Kusama (草間リチャード敬太 Kusama Richard Keita?,  Prefectura de Kioto, 11 de enero de 1996)
- Yoshinori Masakado (正門 良規 Masakado Yoshinori?,  Prefectura de Osaka, 28 de noviembre de 1996)
- Ken Kojima (小島 健 Kojima Ken?,  Prefectura de Osaka, 25 de junio de 1999)
- Taisei Fukumoto (福本 大晴 Fukumoto Taisei?,  Prefectura de Osaka, 16 de octubre de 1999)
- Masaya Sano (佐野 晶哉 Sano Masaya?,  Prefectura de Hyōgo, 13 de marzo de 2002)